# Gisèle Freund

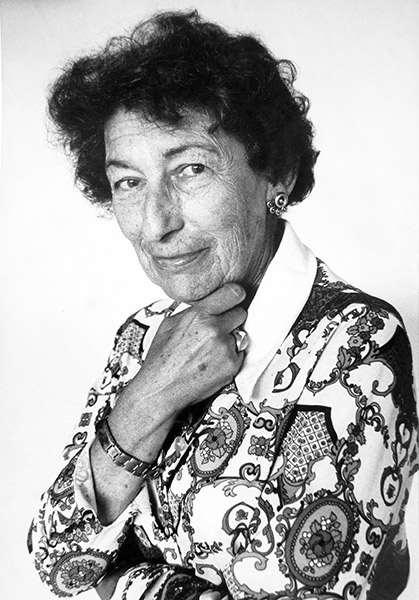
Gisèle Freund, Paris 1974.

Gisèle Freund, född 1912 på Rügen, död 2000, var en tysk-fransk fotograf och fotohistoriker.
Freund flydde 1933 till Frankrike och bodde i Paris resten av livet. Hon var känd som en framstående fotojournalist, bland annat från reportage i Life, och var 1947–1955 medlem av bildbyrån Magnum. Hon är också känd för en rad fina porträtt av bland andra James Joyce, Colette, Virginia Woolf, Jean-Paul Sartre, Marcel Duchamp och Eugène Ionesco.
Freund skrev en avhandling om det franska 1800-talsfotografiet, och skrev om fotografiet som socialt och politiskt medium i böcker som Photographie et société (1974). Hon gav även ut självbiografin Le monde et ma camera (1970).